# Estado mixto
En mecánica cuántica se llama estado mezcla, estado mixto o mezcla estadística de estados puros, por contraposición a estado puro, a un estado cuántico que no está máximamente determinado. En otras palabras; se dice que un sistema se encuentra en un estado mezcla cuando no se dispone del máximo grado de información que puede obtener sobre sus propiedades u observables. Esta información se encuentra limitada por la existencia, incluso en un estado puro, de incompatibilidades entre ciertos observables (relación de indeterminación de Heisenberg), pero en un estado mezcla nuestra falta de información es superior a la exigida por la teoría cuántica.
Los estados mixtos surgen en situaciones donde el observador no sabe qué estados particulares están siendo manipulados. Un ejemplo son los sistemas en equilibrio térmico, equilibrio químico adicional o sistemas que han sido preparados mediante un procedimiento variable o aleatorio (por lo que no es posible saber en qué estado puro se encuentra el sistema). Además, si un sistema cuántico tiene dos o más subsistemas entrelazados, entonces cada subsistema debe tratarse como un estado mixto, incluso si el sistema completo está en estado puro, por ejemplo en los sistemas de partículas idénticas.
La matriz de densidad surge como una herramienta crucial en la teoría de-coherencia cuántica. Por ejemplo, si se extrae un átomo de helio-3 de un recipiente que contiene muchos átomos del mismo tipo a temperatura ambiente se puede afirmar, con seguridad casi absoluta, que el átomo se encontrará en su estado electrónico de menor energía, que se denomina estado {\displaystyle 1s^{2}}. En este estado se tiene el máximo grado de información sobre las propiedades electrónicas del átomo, pero su núcleo tiene una propiedad, que designaremos {\displaystyle I_{z}} (componente {\displaystyle z} del espín nuclear) que puede tomar los valores 1/2 y -1/2 con la misma probabilidad (en ausencia de campos electromagnéticos externos). En consecuencia, diremos que el átomo se encuentra en un estado mezcla. En cambio, si medimos {\displaystyle I_{z}} y obtenemos —por ejemplo— el valor 1/2, el estado del átomo se define automáticamente como puro, ya que —de acuerdo con las leyes de la mecánica cuántica y con la experiencia— no es posible obtener más información sobre el átomo que sea compatible con la información que ya poseemos.
La matriz de densidad es el análogo mecánico-cuántico de una medida de probabilidad de espacio de las fases (distribución de probabilidad de posición y momento) en la mecánica estadística clásica. En la práctica, los términos matriz de densidad y operador de densidad a menudo se usan indistintamente. Tanto la matriz como el operador son autoadjuntos (y por tanto hermíticos), semidefinido positivos, de traza unidad, y pueden ser de dimensión tanto finita como infinita.

## Motivación y antecedentes históricos
El concepto de estado mezcla fue introducido en 1927 independientemente por el físico soviético Lev Davidovich Landau y Felix Bloch y matemáticamente formulado en
términos del operador densidad por John von Neumann. En el caso de Landau, se trataba de dar un enfoque a la mecánica cuántica un poco más acorde con las exigencias de la física estadística, en particular con vistas a considerar el comportamiento cuántico de sistemas complejos (formados por grandes números de partículas en interacción mutua), como gases o cristales. En el caso de von Neumann, la motivación era la de dotar de mayor rigor a la estructura lógica y matemática de la mecánica cuántica; más en particular, y en lo que atañe a los estados mezcla, la formulación de unos requisitos mínimos que definan el estado cuántico.

## Estados puros y estados mixto
En la mecánica cuántica, el estado de un sistema cuántico está representado por un vector de estado, denotado {\displaystyle {|\psi \rangle }} (y pronunciado ket). Un sistema cuántico con un solo vector de estado {\displaystyle {|\psi \rangle },} se llama estado puro. Sin embargo, también es posible que un sistema esté en un conjunto estadístico de diferentes vectores de estado: por ejemplo, puede haber un {\displaystyle {50\%}} de posibilidades de que el vector de estado sea {\displaystyle {|\psi _{1}\rangle }} y un {\displaystyle {50\%}} de posibilidades de que el vector de estado sea {\displaystyle {|\psi _{2}\rangle }}. Este sistema estaría en un estado mixto. La matriz de densidad es especialmente útil para describir estados mixtos, ya que cualquier estado, puro o mixto, puede caracterizarse por una matriz de densidad única (dada una base).

### Ejemplo de estado mixto: polarización de la luz
Un ejemplo de estados puros y mixtos es la polarización de la luz. Los fotones pueden tener dos helicidades, correspondientes a dos estados cuánticos ortogonales, {\displaystyle {|R\rangle }} (polarización circular derecha) y {\displaystyle {|L\rangle }} (polarización circular izquierda). Además, Un fotón puede estar en un estado de superposición, como {\displaystyle {(|R\rangle +|L\rangle )/{\sqrt {2}}}} (polarización vertical) o {\displaystyle {(|R\rangle -|L\rangle )/{\sqrt {2}}}} (polarización horizontal). De manera más general, puede estar en cualquier estado {\displaystyle {(\alpha |R\rangle +\beta |L\rangle )/{\sqrt {2}}}} (con {\displaystyle {\alpha ^{2}+\beta ^{2}=1}}), sin embargo, la luz no polarizada (como la luz de una bombilla incandescente) no se corresponde con ningún estado del tipo {\displaystyle {(\alpha |R\rangle +\beta |L\rangle )/{\sqrt {2}}}} (polarización lineal, circular o elíptica). A diferencia de la luz linealmente o elípticamente polarizada, la luz no polarizada pasa a través de un polarizador con una pérdida de intensidad del {\displaystyle {50\%}} sea cual sea la orientación del polarizador, y a diferencia de la luz polarizada circularmente, no puede polarizarse linealmente con ninguna lámina de onda porque emergerá una polarización con orientación aleatoria.
La luz no polarizada se puede describir como un promedio en el que cada fotón puede tomar el estado {\displaystyle {|R\rangle }} o {\displaystyle {|L\rangle }} con un {\displaystyle {50\%}} de probabilidad. Éste comportamiento es equivalente a una descripción en el que cada fotón puede estar polarizado vertical u horizontalmente con un {\displaystyle {50\%}} de probabilidad, por lo tanto, la luz no polarizada no puede describirse a través de un estado puro, sino que debe ser descrita como un conjunto estadístico de, al menos, dos estados puros (los estados con polarización circular a izquierdas o a derechas, o bien los estados con polarización lineal vertical u horizontal). Estas dos descripciones son completamente indistinguibles experimentalmente, y por lo tanto se consideran el mismo estado mixto ya que describen una misma realidad física.
Una ventaja del uso de la matriz de densidad es que solo hay una matriz de densidad para cada estado mixto, mientras que hay muchos conjuntos estadísticos de estados puros para describir dicho estado mixo, de hecho la matriz de densidad contiene toda la información necesaria para calcular cualquier propiedad medible del estado mixto. ¿De dónde vienen los estados mixtos? Para responder eso se debe considerar cómo se puede generar luz no polarizada, a continuación se exponen tres formas de generar luz no polarizada:
- Una forma posible es usar un sistema en equilibrio térmico, una mezcla estadística de enormes cantidades de microestados, cada uno con una cierta probabilidad de realización (determinada por el factor Boltzmann), cambiando rápidamente de uno a otro debido a las fluctuaciones térmicas. La aleatoriedad térmica explica por qué una bombilla incandescente, por ejemplo, emite luz no polarizada.
- Una segunda forma que puede considerar de generar luz no polarizada es introducir incertidumbre en la preparación del sistema, por ejemplo, pasarla a través de un cristal birrefringente con una superficie rugosa, de modo que partes ligeramente diferentes del haz adquieran diferentes polarizaciones.
- Otro modo de generar luz no polarizada usa una configuración EPR: una desintegración radiactiva puede emitir dos fotones que viajan en direcciones opuestas, en el estado cuántico {\displaystyle {(\alpha |R\rangle +\beta |L\rangle )/{\sqrt {2}}}}. Los dos fotones juntos están en un estado puro, pero si solo se toma uno de los fotones ignorando el otro, el fotón se comporta como la luz no polarizada.

De manera más general, los estados mixtos comúnmente surgen de una mezcla estadística del estado inicial (como en el equilibrio térmico), de incertidumbre en el procedimiento de preparación (como caminos ligeramente diferentes que un fotón puede viajar), o de observar un subsistema entrelazado con otro.

### Descripción matemática
El vector de estado {\displaystyle {|\psi \rangle }} de un estado puro determina completamente el comportamiento estadístico de una medición. Para la comprobación, tome una cantidad observable y permita que {\displaystyle {A}} sea el operador observable asociado que tiene una representación en el espacio de Hilbert {\displaystyle {\mathcal {H}}} del sistema cuántico. Para cualquier función analítica de valor real {\displaystyle {F}} definida sobre los números reales, suponga que {\displaystyle {F(A)}} es el resultado de aplicar {\displaystyle {F}} al resultado de una medición. El valor esperado de {\displaystyle {F(A)}} es:
{\displaystyle {\langle \psi |F(A)|\psi \rangle }}
Ahora considere un estado mixto preparado mediante la combinación estadística de dos estados puros diferentes {\displaystyle {|\psi \rangle }} y {\displaystyle {|\phi \rangle }}, con las probabilidades asociadas {\displaystyle {p}} y {\displaystyle {1-p}}, respectivamente. Las probabilidades asociadas implican que el proceso de preparación, el sistema terminará en el estado {\displaystyle {|\psi \rangle }} con probabilidad {\displaystyle {p}} y en el estado {\displaystyle {|\phi \rangle }} con probabilidad {\displaystyle {1-p}}. No es difícil mostrar que las propiedades estadísticas del observable para el sistema preparado en tal estado mixto están completamente determinadas, sin embargo, no existe ningún vector de estado {\displaystyle {|\xi \rangle }} (ni siquiera {\displaystyle {|\xi \rangle =p|\psi \rangle +(1-p)|\phi \rangle }}, o {\displaystyle {|\xi \rangle =p^{1/2}|\psi \rangle +(1-p)^{1/2}|\phi \rangle }}) que determine este comportamiento estadístico de modo que el valor esperado de {\displaystyle {F(A)}} sea
{\displaystyle {\langle \xi |F(A)|\xi \rangle }}
Por otro lado, existe un operador único {\displaystyle {\rho }} que permite describir valor esperado de {\displaystyle {F(A)}} como: {\displaystyle {\langle F(A)\rangle =\operatorname {tr} [\rho F(A)]}} donde el operador {\displaystyle {\rho }} es el operador de densidad del sistema mixto. Un simple cálculo muestra que el operador {\displaystyle {\rho }} en este caso está dado por
{\displaystyle {\rho =p|\psi \rangle \langle \psi |+(1-p)|\phi \rangle \langle \phi |}}.
Para el ejemplo anterior de luz no polarizada, el operador de densidad es
{\displaystyle {\rho ={\tfrac {1}{2}}|R\rangle \langle R|+{\tfrac {1}{2}}|L\rangle \langle L|}}.

## Formulación matemática

### El operador densidad
En mecánica cuántica se llama operador densidad al objeto matemático correspondiente a un operador lineal que codifica todas las propiedades estadísticas de un sistema cuántico en la situación más general posible, en particular cuando no es posible describir el sistema mediante un estado puro. Para una base de funciones de onda concreta, se llama matriz densidad a la matriz que representa al operador densidad del sistema en dicha base. El operador se puede expresar como un operador en el espacio de Hilbert de los estados:
{\displaystyle \rho =\sum _{j}p_{j}\left|\psi _{j}\right\rangle \left\langle \psi _{j}\right|}
{\displaystyle 0\leq p_{j}\leq 1;\sum _{j}p_{j}=1}
donde {\displaystyle {p_{j}}\,} es el peso de la función {\displaystyle {\psi _{j}}\,} en el estado del sistema. Esto representa una mezcla estadística de estados puros. Si el sistema dado está aislado, entonces se puede pensar que un estado mixto representa un sistema único con un historial de preparación incierto, como se ha detallado anteriormente de forma explícita; o se puede considerar que el estado mixto representa un conjunto de sistemas, es decir, un gran número de copias del sistema en cuestión, donde {\displaystyle {p_{j}}} es la fracción del conjunto que se encuentra en el estado {\displaystyle {|\psi _{j}\rangle }}.
Un conjunto se describe por estado puro si cada copia del sistema en ese conjunto está en el mismo estado, es decir, es un conjunto puro. Sin embargo, si el sistema no está aislado, no tiene sentido afirmar que el sistema tiene un estado definido pero desconocido, ya que el operador de densidad contiene toda la información sobre posibles entrelazamientos con otros sistemas físicos. Una función de onda pura {\displaystyle {|\psi _{j}>}\,} tendrá el operador densidad {\displaystyle {|\psi _{j}><\psi _{j}|}\,}, que se puede ver como un operador de proyección. Solo para estados mezcla estrictos se cumple
{\displaystyle \rho ^{2}<\rho }
y para estados puros:
{\displaystyle \rho ^{2}=\rho }
En el caso de sistemas complejos, por ejemplo, un sistema de muchas moléculas idénticas en distintos estados, el valor esperado de cada propiedad física observable {\displaystyle {A}} es la media de los valores propios, ponderada por {\displaystyle p_{i}\,}. Esto se suele expresar como la traza del observable por el operador densidad:
{\displaystyle \langle A\rangle =\sum _{j}p_{j}\langle \psi _{j}|A|\psi _{j}\rangle =\sum _{j}p_{j}\operatorname {tr} \left(|\psi _{j}\rangle \langle \psi _{j}|A\right)=\sum _{j}\operatorname {tr} \left(p_{j}|\psi _{j}\rangle \langle \psi _{j}|A\right)=\operatorname {tr} \left(\sum _{j}p_{j}|\psi _{j}\rangle \langle \psi _{j}|A\right)=\operatorname {tr} (\rho A)}
donde, en una base ortonormal del espacio de las funciones de ondas,
{\displaystyle A_{kl}=<\phi _{k}|{\hat {A}}|\phi _{l}>}
Además, si {\displaystyle {A}} tiene resolución espectral:
{\displaystyle A=\sum _{i}a_{i}|a_{i}\rangle \langle a_{i}|=\sum _{i}a_{i}P_{i},}
donde {\displaystyle P_{i}=|a_{i}\rangle \langle a_{i}|}, el operador de densidad correspondiente después de la medida está dada por:
{\displaystyle \;\rho '=\sum _{i}P_{i}\rho P_{i}.}
Téngase en cuenta que el operador de densidad anterior describe el conjunto completo después de la medida. El subconjunto para el que el resultado de la medida ha sido el valor particular ai es descrito por un operador de densidad diferente:{\displaystyle \rho _{i}'={\frac {P_{i}\rho P_{i}}{\operatorname {tr} [\rho P_{i}]}}.} Esto es cierto suponiendo que {\displaystyle \textstyle |a_{i}\rangle } es el único estado proprio con valor proprio ai; Más generalmente, Pi en esta expresión
sería reemplazado por el operador de proyección en el subespacio proprio correspondiente al valor proprio ai. De forma más general, se puede suponer que {\displaystyle {\phi }} es una función que asocia a cada observable A un número {\displaystyle {\phi (A)}}, que se puede considerar como el "valor esperado" de A. Si {\displaystyle {\phi }} satisface algunas propiedades naturales (como dar valores positivos en operadores positivos), entonces hay una matriz de densidad única {\displaystyle {\rho }} tal que
{\displaystyle {\phi (A)=\operatorname {tr} (\rho A)}}
para todos A. Es decir, cualquier "familia de valores esperados" es representable por una matriz de densidad. Esta observación sugiere que las matrices de densidad son la noción más general de un estado cuántico.

### Propiedades
Para que un operador sea una matriz densidad, debe satisfacer varias propiedades. De hecho, cualquier operador que satisfaga estas propiedades es válido como matriz densidad:
1. {\displaystyle {\mbox{Tr}}(\rho )=1} Esto viene del hecho de que {\displaystyle {\mbox{Tr}}(\rho )={\mbox{Tr}}(\sum _{j}p_{j}|\psi _{j}\rangle \langle \psi _{j}|)=\sum _{j}p_{j}=1}
2. {\displaystyle \rho } debe ser hermítico, ρ = ρ†.
3. {\displaystyle \rho } debe ser definido positivo, {\displaystyle \langle \psi |\rho |\psi \rangle \geq 0} para todo {\displaystyle |\psi \rangle }. Esto viene del hecho de que {\displaystyle \langle \psi |\rho |\psi \rangle =\sum _{j}p_{j}|\langle \psi |\psi _{j}\rangle |^{2}\geq 0}

También se puede ver que un operador es positivo si y solo si todos sus valores propios son mayores o iguales a cero, lo que implica que los valores propios de cualquier matriz densidad deben satisfacer esta propiedad. Además, como su traza vale 1 y esta es la suma de sus valores propios, se tiene que si {\displaystyle \lambda _{j}} es un valor propio, entonces {\displaystyle 0\leq \lambda _{j}\leq 1}. Ahora se utiliza todo esto para buscar propiedades adicionales. La primera es una forma simple de identificar estados puros.
Teorema. La matriz densidad {\displaystyle \rho } es un estado puro si y solo sí
{\displaystyle {\mbox{Tr}}(\rho ^{2})=1}.
Demostración. Si {\displaystyle \rho } es pura, entonces {\displaystyle \rho =|\psi \rangle \langle \psi |}, y {\displaystyle \rho ^{2}=\rho }. Inmediatamente esto implica que {\displaystyle {\mbox{Tr}}(\rho ^{2})=1}. Como {\displaystyle \rho } es hermítico, se puede expresar como:
{\displaystyle \rho =\sum _{j}\lambda _{j}P_{j}}
donde {\displaystyle \lambda _{j}} son los valores propios distintos de cero de {\displaystyle \rho }, y los {\displaystyle P_{j}} son las correspondientes proyecciones espectrales. Esto implica que
{\displaystyle \rho ^{2}=\sum _{j}\lambda _{j}^{2}P_{j}}
Denotando el rango de {\displaystyle P_{j}} por {\displaystyle n_{j}} se tiene que
{\displaystyle {\mbox{Tr}}(\rho )=1\to \sum _{j}\lambda _{j}n_{j}=1} :{\displaystyle {\mbox{Tr}}(\rho ^{2})=1\to \sum _{j}\lambda _{j}^{2}n_{j}=1}
y de estas dos ecuaciones
{\displaystyle \sum _{j}(\lambda _{j}-\lambda _{j}^{2})n_{j}=0}
Como cada valor propio está entre 0 y 1, cada término en la suma anterior es mayor o igual a cero, lo que implica además que cada término debe ser igual a cero. La única forma de que esto ocurra es si cada {\displaystyle \lambda _{j}} es igual a 0 o 1, y se ha asumido que {\displaystyle \lambda _{j}>0}, entonces {\displaystyle \lambda _{j}=1}. Esto junto con el hecho de que la suma de los valores propios por su mutiplicidad es uno, es consistente solo si uno de ellos es distinto de cero, y este valor propio tiene multiplicidad 1. Entonces {\displaystyle \rho } es igual a una proyección de rango uno, lo que significa que es un estado puro.

### Estados puros y estados mixtos de un Qubit (ejemplo)

Esfera de Bloch.

La esfera de Bloch es una representación para vectores estado de qubits, o lo que es lo mismo, estados puros de un qubit. Si se extiende esta representación incluyendo el interior de la esfera, se puede utilizar también para representar estados mixtos de qubits. Para ver esto, se puede expandir una matriz de densidad de qubit, que es una matriz de 2 × 2, en términos de la matriz de identidad y las matrices de Pauli, que forman una base completa para el espacio de un conjunto de matrices de 2 × 2:
{\displaystyle \rho ={\frac {1}{2}}(I+n_{x}\sigma _{x}+n_{y}\sigma _{y}+n_{z}\sigma _{z})}Esto satisface la condición {\displaystyle {\mbox{Tr}}(\rho )=1}, y el hecho de que
{\displaystyle \rho } es hermítico implica que {\displaystyle n_{x},n_{y}} y {\displaystyle n_{z}} son reales. De esta misma ecuación se tiene que
{\displaystyle \rho ={\frac {1}{2}}{\begin{pmatrix}1+n_{z}&n_{x}-in_{y}\\n_{x}+in_{y}&1-n_{z}\end{pmatrix}}.}
que además implica que {\displaystyle det(\rho )=(1-|n|^{2})/4}. Que {\displaystyle \rho } sea positivo significa que su determinante debe ser mayor o igual a cero, por lo tanto {\displaystyle 1\geq |n|}. Se representa la matriz de densidad {\displaystyle \rho } a través del vector n, que se encuentra en la esfera unidad. Por otra parte se sabe que si {\displaystyle \rho } es un estado puro, su vector correspondiente tendrá su punto final en la superficie de la esfera de Bloch.
Por otra parte se demuestra el caso contrario. Si {\displaystyle |n|=1} entonces {\displaystyle {\mbox{Tr}}(\rho )=1} y {\displaystyle det(\rho )=0}. Esto implica que uno de los valores propios de {\displaystyle \rho } es cero y el otro es uno. Si {\displaystyle |u\rangle } es el vector propio con valor propio 1, donde {\displaystyle ||u||=1}, entonces {\displaystyle \rho =|u\rangle \langle u|}, y es estado puro. Dada una matriz de densidad de qubit, {\displaystyle \rho }, se puede encontrar fácilmente el vector correspondiente. La identidad {\displaystyle {\mbox{Tr}}(\sigma _{j}\sigma _{k})=\delta _{jk}}, donde j, k ∈ {x,y,z}, nos da que
{\displaystyle n_{j}={\mbox{Tr}}(\rho \sigma _{j})}
La mayoría de las matrices densidad suelen corresponder a muchos conjuntos diferentes. A continuación se exponen algunos ejemplos.
En el primer ejemplo, se definen los estados
{\displaystyle |\pm x\rangle ={\frac {1}{\sqrt {2}}}(|0\rangle \pm |1\rangle )}
los cuales son estados propios de {\displaystyle \sigma _{x}}. Entonces se puede escribir la matriz densidad de un estado mixto máximo de dos maneras:
{\displaystyle \rho ={\frac {1}{2}}I={\frac {1}{2}}(|0\rangle \langle 0|+|1\rangle \langle 1|)={\frac {1}{2}}(|+x\rangle \langle +x|+|-x\rangle \langle -x|)}.
La primera descomposición corresponde a un conjunto en el que la mitad de los elementos están en el estado {\displaystyle |0\rangle } y la mitad en el estado {\displaystyle |1\rangle }, y el segundo corresponde a un conjunto en el que la mitad de los elementos están en el estado {\displaystyle |+x\rangle } y la mitad en el estado {\displaystyle |-x\rangle }. Estos conjuntos son diferentes, pero están descritos por la misma matriz de densidad.
En el segundo ejemplo, se definen los estados
{\displaystyle |u_{\pm }\rangle ={\frac {1}{\sqrt {4\pm 2{\sqrt {2}}}}}[({\sqrt {2}}\pm 1)|0\rangle \pm |1\rangle ]}.
Entonces: {\displaystyle \rho ={\frac {1}{2}}(|0\rangle \langle 0|+|+x\rangle \langle +x|)=({\frac {1}{2}}+{\frac {\sqrt {2}}{4}})(|u_{+}\rangle \langle u_{+}|+({\frac {1}{2}}-{\frac {\sqrt {2}}{4}})|u_{-}\rangle \langle u_{-}|)}, describiendo de nuevo dos conjuntos diferentes por la misma matriz densidad. En general, si {\displaystyle \rho _{1}} y {\displaystyle \rho _{2}} son matrices densidad, de la forma
{\displaystyle \rho (\theta )=\theta \rho _{1}+(1-\theta )\rho _{2}},
donde {\displaystyle 0\leq \theta \leq 1}. Esto implica que el conjunto de matrices densidad es convexo. La mayoría de las matrices densidad se pueden expresar como una descomposición en otras matrices densidad la cual se puede realizar de distintas formas, y cada una de estas descomposiciones corresponderá, en general, a un conjunto diferente. Los dos ejemplos anteriores son solo casos particulares de esta afirmación general. Esto, sin embargo, no es cierto para los estados puros; éstos tienen una descomposición única. Para verlo se supondrá que {\displaystyle \rho =|\psi \rangle \langle \psi |} es un estado puro de la matriz densidad y también que puede ser expresado como una suma de otras dos matrices densidad, {\displaystyle \rho (\theta )=\theta \rho _{1}+(1-\theta )\rho _{2}}. Entonces si {\displaystyle |\psi _{\bot }\rangle } satisface {\displaystyle \langle \psi _{\bot }|\psi \rangle =0}, se tiene que
{\displaystyle 0=\langle \psi _{\bot }|\rho (\theta )|\psi _{\bot }\rangle =\theta \langle \psi _{\bot }|\rho _{1}|\psi _{\bot }\rangle +(1-\theta )\langle \psi _{\bot }|\rho _{2}|\psi _{\bot }\rangle }.
Como ambos términos en el lado derecho son ≥ 0, se deduce que
{\displaystyle \langle \psi _{\bot }|\rho _{1}|\psi _{\bot }\rangle =\langle \psi _{\bot }|\rho _{2}|\psi _{\bot }\rangle =0}.
Esta ecuación es cierta para cualquier vector ortogonal a {\displaystyle |\psi \rangle }, por lo tanto, {\displaystyle \rho _{1}=\rho _{2}=|\psi \rangle \langle \psi |} y se concluye que la representación de cualquier estado puro es única. Los estados puros no se pueden expresar como una suma de otras matrices densidad. Estos son los únicos estados que cumplen esta propiedad, ya que si {\displaystyle \rho } representa un estado mixto, que está dada por {\displaystyle \rho =\sum _{j}p_{j}|\psi _{j}\rangle \langle \psi _{j}|}, que no es más que una suma de estados puros.

## Entropía de Shannon
La entropía de von Neumann, {\displaystyle {S}}, de una mezcla se puede expresar en términos de los valores propios de {\displaystyle {\rho }}, o en términos de la traza y el logaritmo del operador de densidad {\displaystyle {\rho }}. Ya que {\displaystyle {\rho }} es un operador positivo semi-definido, tiene una descomposición espectral tal que {\displaystyle {\rho =\sum _{i}\lambda _{i}|\varphi _{i}\rangle \langle \varphi _{i}|}} donde {\displaystyle {|\varphi _{i}\rangle }} son vectores ortonormales, {\displaystyle {\lambda _{i}>0}} y {\displaystyle {\sum \lambda _{i}=1}}. La entropía de un sistema cuántico vendría dada por:
{\displaystyle {S=-\sum _{i}\lambda _{i}\ln \,\lambda _{i}=-\operatorname {tr} (\rho \ln \rho )\quad .}}
Se puede mostrar que:
{\displaystyle S\left(\rho =\sum _{i}p_{i}\rho _{i}\right)=H(p_{i})+\sum _{i}p_{i}S(\rho _{i})}
donde {\displaystyle \rho _{i}} tienen descomposición ortogonal y {\displaystyle H(p)} representa la entropía de Shannon. Esta entropía puede aumentar pero nunca disminuir con una medición proyectiva,sin embargo, las medidas generalizadas pueden disminuir la entropía. La entropía de un estado puro es cero, mientras que la de una mezcla dada es siempre mayor que cero, por lo tanto, un estado puro puede convertirse en un estado mezcla mediante la acción de una medida, pero un estado mezcla adecuada "nunca" puede convertirse en un estado puro, por lo tanto, el acto de medida induce un cambio irreversible en la matriz de densidad; esto es análogo al "colapso" del vector de estado, o colapso de la función de onda. En modo quizás contra intuitivo, la medida "disminuye la información" al borrar la interferencia cuántica en el sistema compuesto i.e. elimina el entrelazamiento cuántico. (Un subsistema de un sistema más grande puede cambiarse de un estado mixto a uno puro, pero solo aumentando la entropía de von Neumann en cualquier parte del sistema. Esto es análogo al reducir la entropía de un objeto colocándolo en un refrigerador: El aire fuera del intercambiador de calor se calienta, ganando incluso más entropía que el objeto en el refrigerador. Véase segunda ley de la termodinámica. Véase Entropía en termodinámica y teoría de la información).

## Sistemas y Subsistemas
Otra motivación para considerar las matrices de densidad proviene de la consideración de los sistemas y sus subsistemas. Suponiendo que se tienen dos sistemas cuánticos, descritos por espacios de Hilbert {\displaystyle {{\mathcal {H}}{1}}} y {\displaystyle {{\mathcal {H}}_{2}}}. El sistema compuesto es entonces el producto tensorial {\displaystyle {\displaystyle {\mathcal {H}}{1}\otimes {\mathcal {H}}{2}}} de los dos espacios de Hilbert. Se puede suponer ahora que el sistema compuesto está en estado puro {\displaystyle {\displaystyle \psi \in {\mathcal {H}}{1}\otimes {\mathcal {H}}_{2}}}. Si {\displaystyle {\psi }} pasa a tener la forma especial {\displaystyle {\displaystyle \psi =\psi _{1}\otimes \psi _{2}}}, entonces se puede afirmar razonablemente que el estado del primer subsistema es {\displaystyle {\psi _{1}}}. En este caso, decimos que los dos sistemas no están entrelazados. En general, sin embargo, {\displaystyle {\psi }} no se descompondrá como un único producto tensorial de vectores en {\displaystyle {{\mathcal {H}}{1}}} y {\displaystyle {{\mathcal {H}}_{2}}} (Por supuesto, cada vector en {\displaystyle {\displaystyle {\mathcal {H}}{1}\otimes {\mathcal {H}}{2}}} es una combinación lineal de productos tensoriales de elementos de {\displaystyle {{\mathcal {H}}{1}}} y
{\displaystyle {{\mathcal {H}}_{2}}}). Si {\displaystyle {\psi }} no se puede descomponer como un solo producto tensorial de estados en los sistemas componentes, decimos que los dos sistemas están entrelazados. En ese caso, no hay una forma razonable de asociar un estado puro {\displaystyle {\displaystyle \psi _{1}\in {\mathcal {H}}_{1}}} al estado {\displaystyle {\displaystyle \psi \in {\mathcal {H}}{1}\otimes {\mathcal {H}}{2}}}. Si, por ejemplo, tenemos una función de onda {\displaystyle {\displaystyle \psi (x_{1},x_{2})}} que describe el estado de dos partículas, no existe una forma natural de construir una función de onda (es decir, estado puro) {\displaystyle \psi {1}} ({\displaystyle x{1}}) que describa los estados de la primera partícula, a menos que {\displaystyle {\displaystyle \psi (x_{1},x_{2})}} pase a ser un producto de una función {\displaystyle \psi _{1}} ({\displaystyle x_{1}}) y una función {\displaystyle \psi {2}} ({\displaystyle x{2}}).
El resultado de la discusión precedente es que incluso si el sistema total está en estado puro, los diversos subsistemas que lo componen estarán típicamente en estados mixtos. Por lo tanto, el uso de matrices de densidad es inevitable. Por otro lado, si el sistema compuesto está en estado puro o en estado mixto, se puede construir una matriz de densidad que describa el estado de {\displaystyle {\mathcal {H}}_{1}}. Denotando la matriz de densidad del sistema compuesto de dos sistemas como {\displaystyle {\rho }}, entonces el estado de, por ejemplo, {\displaystyle {{\mathcal {H}}_{1}}}, es descrito por un operador de densidad reducida, dado por considerar la "influencia parcial" de {\displaystyle \rho } sobre {\displaystyle {\mathcal {H}}_{2}}. Si el estado de {\displaystyle {\displaystyle {\mathcal {H}}{1}\otimes {\mathcal {H}}{2}}} pasa a ser una matriz de densidad de la forma particular {\displaystyle {\displaystyle \rho =\rho _{1}\otimes \rho _{2}}} donde {\displaystyle \rho _{1}} y {\displaystyle \rho _{2}} son matrices de densidad en {\displaystyle {\mathcal {H}}{1}} y {\displaystyle {\mathcal {H}}_{2}}, entonces el rastro parcial de {\displaystyle \rho } con respecto a {\displaystyle {\mathcal {H}}_{2}} es solo {\displaystyle \rho {1}}, no obstante {\displaystyle \rho } típicamente no suele ser de esta forma.

## La ecuación de von Neumann para la evolución temporal
Así como la ecuación de Schrödinger describe cómo evolucionan los estados puros en el tiempo, la  'ecuación de von Neumann'  (también conocida como  'ecuación de Liouville-von Neumann' ) describe cómo evoluciona un operador de densidad en el tiempo (de hecho, las dos ecuaciones son equivalentes, en el sentido de que cualquiera puede derivarse de la otra). La ecuación de von Neumann dicta:
{\displaystyle i\hbar {\frac {\partial \rho }{\partial t}}=[H,\rho ]~,}
donde los corchetes denotan un conmutador. Nótese que esta ecuación solo se cumple cuando se toma el operador de densidad en la imagen de Schrödinger, aunque esta ecuación parece a primera vista emular la ecuación de movimiento de Heisenberg en la imagen de Heisenberg, con una crucial diferencia de signo:
{\displaystyle i\hbar {\frac {dA^{(H)}}{dt}}=-[H,A^{(H)}]~,}
donde {\displaystyle A^{(H)}(t)} es un operador de imagen de Heisenberg; pero en esta imagen, la matriz de densidad no depende del tiempo , y el signo relativo asegura que la derivada en el tiempo del valor esperado {\displaystyle \langle A\rangle } sale igual que en la imagen de Schrödinger .
Tomando el operador de densidad para estar en la imagen de Schrödinger tiene sentido, ya que está compuesto por kets y bras de 'Schrödinger' evolucionados en el tiempo, según la imagen de Schrödinger.
Si el hamiltoniano es independiente del tiempo, esta ecuación diferencial se puede resolver fácilmente para producir:
{\displaystyle \rho (t)=e^{-iHt/\hbar }\rho (0)e^{iHt/\hbar }.}
Para un Hamiltoniano más general, si {\displaystyle G(t)} es el propagador de la función de onda en algún intervalo, entonces la evolución temporal de la matriz de densidad en ese mismo intervalo viene dada por:
{\displaystyle \rho (t)=G(t)\rho (0)G(t)^{\dagger }.}
Sin embargo, la matriz de densidad contiene probabilidades tanto clásicas como mecánico-cuánticas, es necesario dar cuenta de los cambios en ambos en presencia de influencias externas.

## Liouville Cuántico y la ecuación de Moyal
El operador de matriz de densidad también se puede realizar en espacio de fases. Bajo el mapa de Wigner, la matriz de densidad se transforma en la equivalente quasi-probabilidad de distribución de Wigner,
{\displaystyle W(x,p){\stackrel {\mathrm {def} }{=}}{\frac {1}{\pi \hbar }}\int _{-\infty }^{\infty }\psi ^{*}(x+y)\psi (xy)e^{2ipy/\hbar }\,dy~.}
La ecuación para la evolución temporal de la función de Wigner es entonces la transformada de Wigner de la ecuación de von Neumann anterior,
{\displaystyle {\frac {\partial W(q,p,t)}{\partial t}}=-\{\{W(q,p,t),H(q,p)\}\}~,}
donde  H (q, p)  es el Hamiltoniano y { { •,• } } es el corchete de Moyal, la transformada del conmutador cuántico.
La ecuación de evolución para la función de Wigner es análoga a la de su límite clásico, la ecuación de Liouville de física clásica. En el límite de desaparición de la constante de Planck {\displaystyle {\hbar }} (límite clásico),  W (q, p, t)  se reduce a la función de densidad de probabilidad de Liouville clásica en espacio de fases.

La ecuación clásica de Liouville se puede resolver usando el método de las ecuaciones características para ecuaciones en derivadas parciales (las ecuaciones características son las ecuaciones de Hamilton). La ecuación de Moyal en mecánica cuántica admite de manera similar soluciones formales en términos de método de características cuánticas, basada en el producto moyal del espacio de fase, aunque, en la práctica real, la búsqueda de soluciones sigue diferentes métodos.